# Bamunka
Die Sprache Bamunka (ISO 639-3: bvm; auch bamunkun, mbika, muka, ndop-bamunka, ngiemekohke, niemeng) ist eine bantoide Sprache aus der Gruppe der Graslandsprachen, die von insgesamt 31.000 Personen (2008) in der Kameruner Region Nord-Ouest gesprochen wird – die Hauptortschaften sind Bamunka und Okolina.
Zusammen mit drei weiteren Sprachen bildet das Bamunka die südliche Ring-Sprachgruppe.